# Władysław Pawłenko
Władysław Witalijowycz Pawłenko, ukr. Владислав Віталійович Павленко (ur. 5 kwietnia 1994 w Nikopolu, w obwodzie dniepropetrowskim, Ukraina) – ukraiński piłkarz, grający na pozycji pomocnika.

## Kariera piłkarska

### Kariera klubowa
Wychowanek Szkoły Sportowej nr 2 Nikopol-98 oraz UFK Dniepropetrowsk, barwy których bronił w juniorskich mistrzostwach Ukrainy (DJuFL). Karierę piłkarską rozpoczął 8 lipca 2011 w młodzieżowej drużynie Tawrii Symferopol. Dopiero 3 marca 2013 debiutował w pierwszej drużynie Tawrii. Po rozwiązaniu Tawrii latem 2014 został piłkarzem Howerły Użhorod. 25 lutego 2015 podpisał kontrakt z białoruskim FK Witebsk. 26 marca 2016 przeniósł się do uzbeckiego Navbahoru Namangan. 3 sierpnia 2016 przeszedł do Mashʼalu Muborak.

### Kariera reprezentacyjna
W latach 2012–2014 bronił barw juniorskiej i młodzieżowej reprezentacji Ukrainy.